# Adolphe Samuel
Adolphe-Abraham Samuel (* 11. Juli 1824 in Lüttich; † 14. September 1898 in Gent) war ein belgischer Komponist, Musikkritiker, Musikpädagoge und Dirigent.

## Leben
Samuel begann seine musikalische Ausbildung am Konservatorium seiner Geburtsstadt bei Louis-Joseph Daussoigne-Méhul und in der Klavierklasse von Étienne Soubre. 1838 verzog seine Familie nach Brüssel, wo er gemeinsame Auftritte mit Charles de Bériot und der Sängerin Pauline García hatte. Ab 1839 studierte er auf Anraten von François-Joseph Fétis am Brüsseler Konservatorium Klavier bei Jean-Baptiste Michelot, Harmonielehre bei Charles Bosselet, Orgel bei Christian Friedrich Girschner sowie Kontrapunkt und Fuge bei Fétis.
1845 gewann er mit der Kantate La Vendetta den belgischen Prix de Rome. Auf der damit verbundenen Studienreise suchte er Felix Mendelssohn Bartholdy in Leipzig, Giacomo Meyerbeer in Berlin und Ferdinand Hiller in Dresden auf. Über Stationen in Prag und Wien erreichte er Ende 1846 Rom. Dort entstanden unter anderem seine Opera seria  Giovanni da Procida und seine Zweite Sinfonie, die nach seiner 1849 erfolgten Rückkehr nach Brüssel, durch Fétis aufgeführt wurde. Im gleichen Jahr fand die Uraufführung seiner Oper Madelaine statt. 
Die sinfonische Dichtung Roland à Ronceveaux wurde bei einer Sitzung der Königlichen Akademie des Beaux Arts 1850 aufgeführt. Im Folgejahr begann er im Auftrag der belgischen Regierung mit der Arbeit an der komischen Oper Les deux prétendants. Zum 25. Jahrestag der Krönung von Belgiens erstem König Leopold von Sachsen-Coburg 1856 komponierte er die Kantate L'union fait la force. Eine Kantate zur Einweihung der Kongresssäule in Brüssel wurde mit 2500 Choristen und Instrumentalisten aufgeführt.
Seit 1853 verband Samuel eine Freundschaft mit Hector Berlioz, nachdem er als Kritiker der Zeitung Le Télégraphe, der Londoner Uraufführung von dessen Oper Benvenuto Cellini beigewohnt und im Gegensatz zur verbreiteten Meinung der Musikkritik das Werk gelobt hatte. Nach einer Zeit als Korrepetitor in Solfège- und Klavierklassen wurde er 1860 Professor für Harmonielehre am Brüsseler Konservatorium.
1865 gründete er in Brüssel nach dem Vorbild  von Jules Pasdeloup eine Konzertreihe, die den musikalischen Bildungsstand des Volkes erhöhen und das Interesse für gute Musik verbreiten sollte. Im Rahmen der Reihe wurden neben Werken zeitgenössischer Komponisten und von Berlioz Kompositionen von Peter Benoit, Léon de Burbure, François-Joseph Fétis, Gustave Huberti und Henri Vieuxtemps aufgeführt. Es traten Anton Rubinstein als Dirigent und Musiker wie Clara Schumann und Joseph Joachim als Solisten auf.
Nachdem er 1871 Direktor des Konservatoriums von Gent wurde, musste er seine Concerts populaires aufgeben. Im Rahmen der Konservatoriumskonzerte an seiner neuen Wirkungsstätte, fanden vor allem seine Wagner-Aufführungen Beifall.
Samuels bedeutendste Werke waren seine letzten beiden Sinfonien. Die Sechste, die als dritte Fassung der Zweiten Sinfonie über einen Zeitraum von 45 Jahren entstand, sollte als Symphonie à programme die Menschheitsgeschichte mit musikalischen Mitteln darstellen. Sie wurde bei einem Konzert des Konservatoriums von Gent Ende 1889 uraufgeführt. Die Siebente Sinfonie als Symphonie mystique trug den Titel Christus. 
1874 wurde er zum Mitglied der Académie royale des Sciences, des Lettres et des Beaux-Arts de Belgique gewählt.
Auch Adolphe Samuels Sohn Eugène Samuel-Holeman (1866–1942) wurde als Pianist und avantgardistischer Komponist bekannt, der bereits vor Arnold Schönberg die Atonalität anwandte.

## Werke
- Il a rêvé, komische Oper, 1845
- La Vendetta, Kantate, 1845
- 1. Sinfonie op. 8, 1846
- 2. Sinfonie op. 9, 1847
- Giovanni da Procida, große Oper, 1847
- Madeleine, komische Oper, (Libretto: Gustave Vaëz), 1850
- Roland à Ronceveaux, Poème symphonique, 1850
- Les Deux Précendants, komische Oper, (Libretto: Louis Schoonen), 1851
- L'Heure de la retraite, komische Oper, (Libretto: Eugène van Bemmel), 1854
- Cantate du jubilée, Kantate, 1855
- L'union fait la force, Kantate, 1856
- 3. Sinfonie op. 28, 1858
- Cantate nationale, Kantate op. 29, 1859
- 4. Sinfonie op. 33, 1863
- 5. Sinfonie op. 35, 1869
- De Wederkomst, Kantate, op. 38, 1875
- Leopold I., Kantate, 1880
- 6. Sinfonie (Symphonie à programme) op. 44, 1889
- 7. Sinfonie „Christus“ op. 48, 1893